# Eucynortella
Genre
Eucynortella est un genre d'opilions laniatores de la famille des Cosmetidae.

## Distribution
Les espèces de ce genre se rencontrent en Amérique du Sud et en Amérique centrale.

## Liste des espèces
Selon World Catalogue of Opiliones (22/07/2021) :
- Eucynortella annulipes (Pickard-Cambridge, 1904)
- Eucynortella cryptogramma Mello-Leitão, 1942
- Eucynortella duapunctata Goodnight & Goodnight, 1943
- Eucynortella lineata Roewer, 1963
- Eucynortella longa Goodnight & Goodnight, 1942
- Eucynortella obscurior Mello-Leitão, 1943
- Eucynortella orbicularis Roewer, 1947
- Eucynortella panamensis Goodnight & Goodnight, 1942
- Eucynortella pumila Roewer, 1947
- Eucynortella sexpunctata Roewer, 1928
- Eucynortella signata Roewer, 1963
- Eucynortella spectabilis Roewer, 1912
- Eucynortella woodi Goodnight & Goodnight, 1942

## Publication originale
- Roewer, 1912 : « Die Familie der Cosmetiden der Opiliones-Laniatores. » Archiv für Naturgeschichte, vol. 78, no 10, p. 1–122 (texte intégral).